# Circus (chi chim)
Circus là một chi chim thuộc họ Accipitridae. Các loài trong chi này có cách săn mồi đặc trưng bằng cách bay thấp trên mặt đất mở, săn động vật có vú nhỏ, bò sát hoặc chim. Chúng nổi bật với đôi cánh dài, đuôi hẹp dài, bay chậm và thấp trên đồng cỏ và có hộp sọ đặc thù. Các loài này được cho là đã đa dạng hóa với sự mở rộng của đồng cỏ và sự xuất hiện của cỏ C4 khoảng 6 đến 8 triệu năm trước trong thời kỳ Miocen muộn và Pliocene.
Circus được giới thiệu bởi nhà tự nhiên học người Pháp Bernard Germain de Lacépède năm 1799.. Từ Circus có nguồn gốc từ kirkos tiếng Hy Lạp cổ đại, đề cập đến một con chim săn mồi được đặt tên cho chuyến bay vòng tròn của nó (kirkos, "vòng tròn"), có lẽ là một con diều mái.

## Các loài
- Circus aeruginosus (Linnaeus, 1758)
- Circus approximans Peale, 1848
- Circus assimilis Jardine & Selby, 1828
- Circus buffoni (J.F.Gmelin, 1788)
- Circus cinereus Vieillot, 1816
- Circus cyaneus (Linnaeus, 1766)
- Circus hudsonius (Linnaeus, 1766)[5]
- Circus macrosceles Newton, A, 1863
- Circus macrourus (Gmelin, SG, 1770)
- Circus maillardi Verreaux, J, 1862
- Circus maurus (Temminck, 1828)
- Circus melanoleucos (Pennant, 1769)
- Circus pygargus (Linnaeus, 1758)
- Circus ranivorus (Daudin, 1800)
- Circus spilonotus Kaup, 1847
- Circus spilothorax Salvadori & d'Albertis, 1875

Các loài tuyệt chủng
- † Circus eylesi
- † Circus dossenus